# Parque Europa (métro de Madrid)
Parque Europa est une station de la ligne 12 du métro de Madrid. Elle est située sous la rue de France, à Fuenlabrada, dans la communauté de Madrid.

## Situation sur le réseau

Plan du réseau.

Établie en souterrain, Parque Europa est une station de passage de la ligne 12 du métro de Madrid. Elle se situe entre Fuenlabrada Central et Hospital de Fuenlabrada dans le sens horaire de circulation. Elle dispose des deux voies de la ligne encadrées par deux quais latéraux. 

## Histoire
La station est inaugurée le 11 avril 2003, à l'occasion de la mise en service de la ligne.

## Services aux voyageurs

### Accès et accueil
La station possède deux accès, un via un édicule équipé d'escaliers mécaniques et situé au niveau du no 34 de la rue de France, et un via un ascenseur situé au niveau du no 36 de la même rue.
Elle est équipée de guichets automatiques pour permettre l'achat des titres de transports et de portillons d'accès automatiques pour rejoindre le quai.
La station est ouverte de 6 h à 1 h 30.

Installations
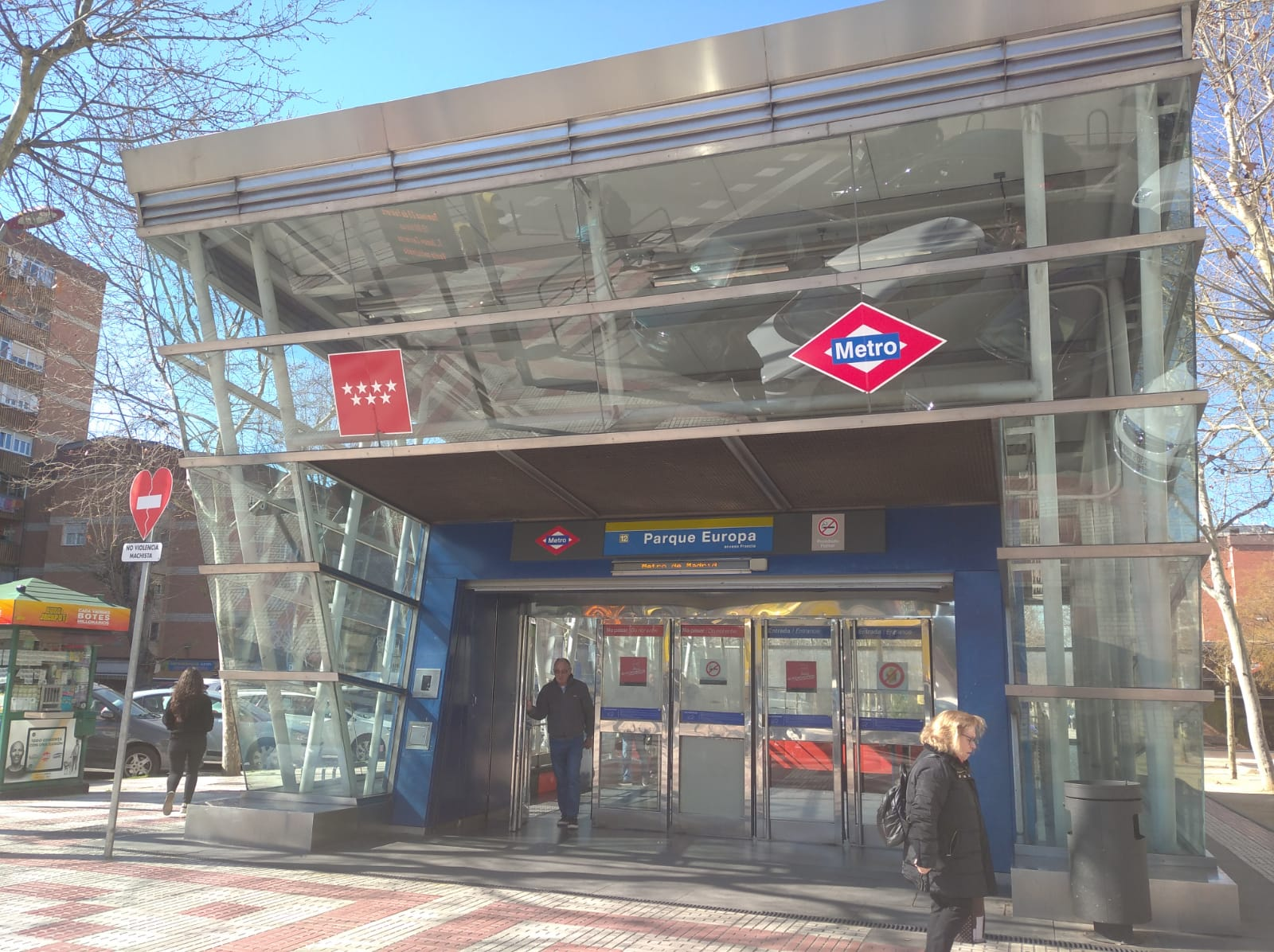

### Desserte
Parque Europa est desservie par les trains de la ligne 12 du métro de Madrid, qui forme une boucle.
Le premier train passe à 6 h 6 dans le sens horaire, au départ de Fuenlabrada Central, et à 6 h 9 dans le sens anti-horaire, au départ de Loranca. Les derniers trains passent à 1 h 59 dans le sens horaire avec un terminus à Loranca et à 2 h 9 dans le sens anti-horaire avec un terminus à la station suivante, Fuenlabrada Central. Le dernier train qui permet de prendre la correspondance avec la ligne 10 à Puerta del Sur passe à 0 h 59,.

Installations
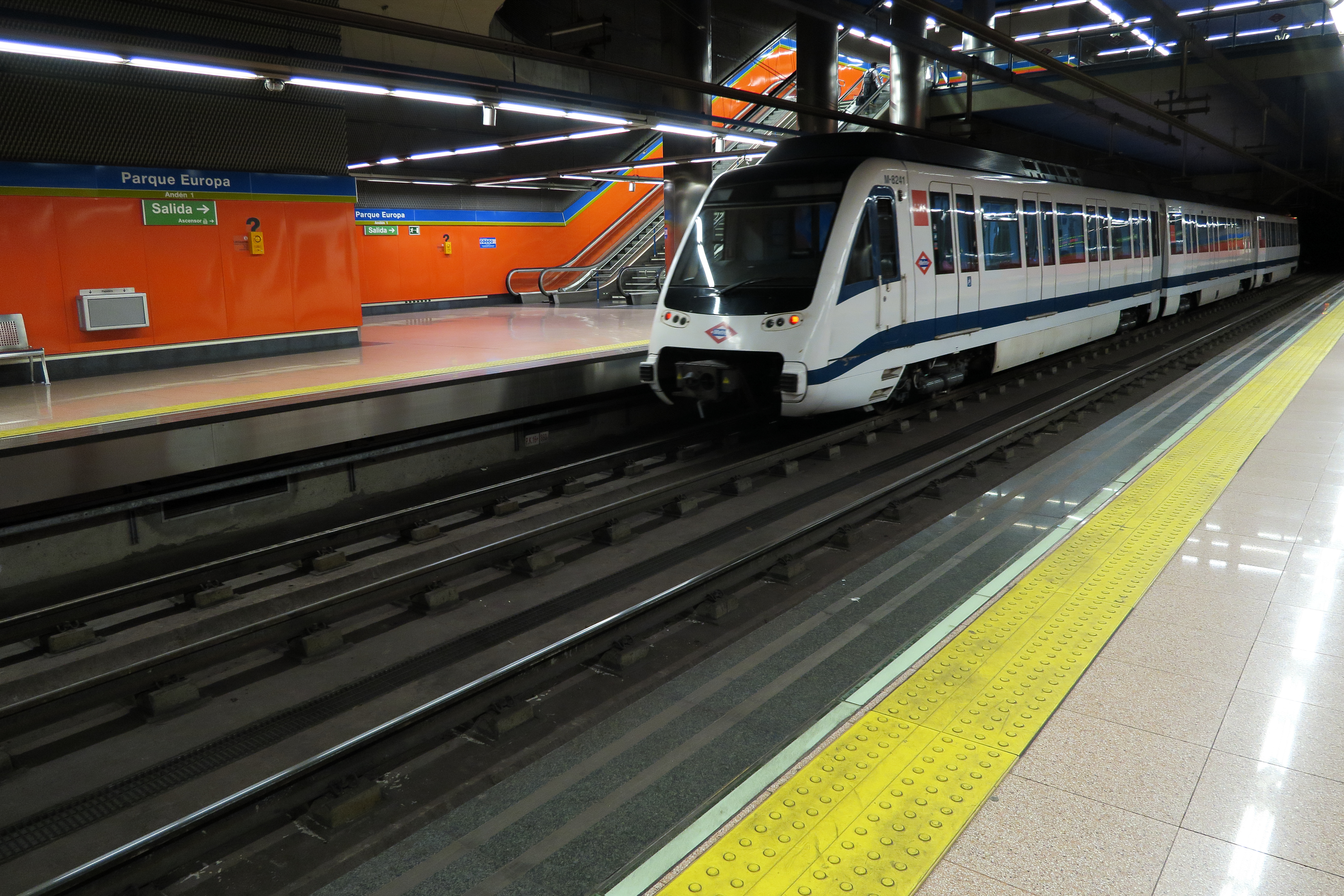
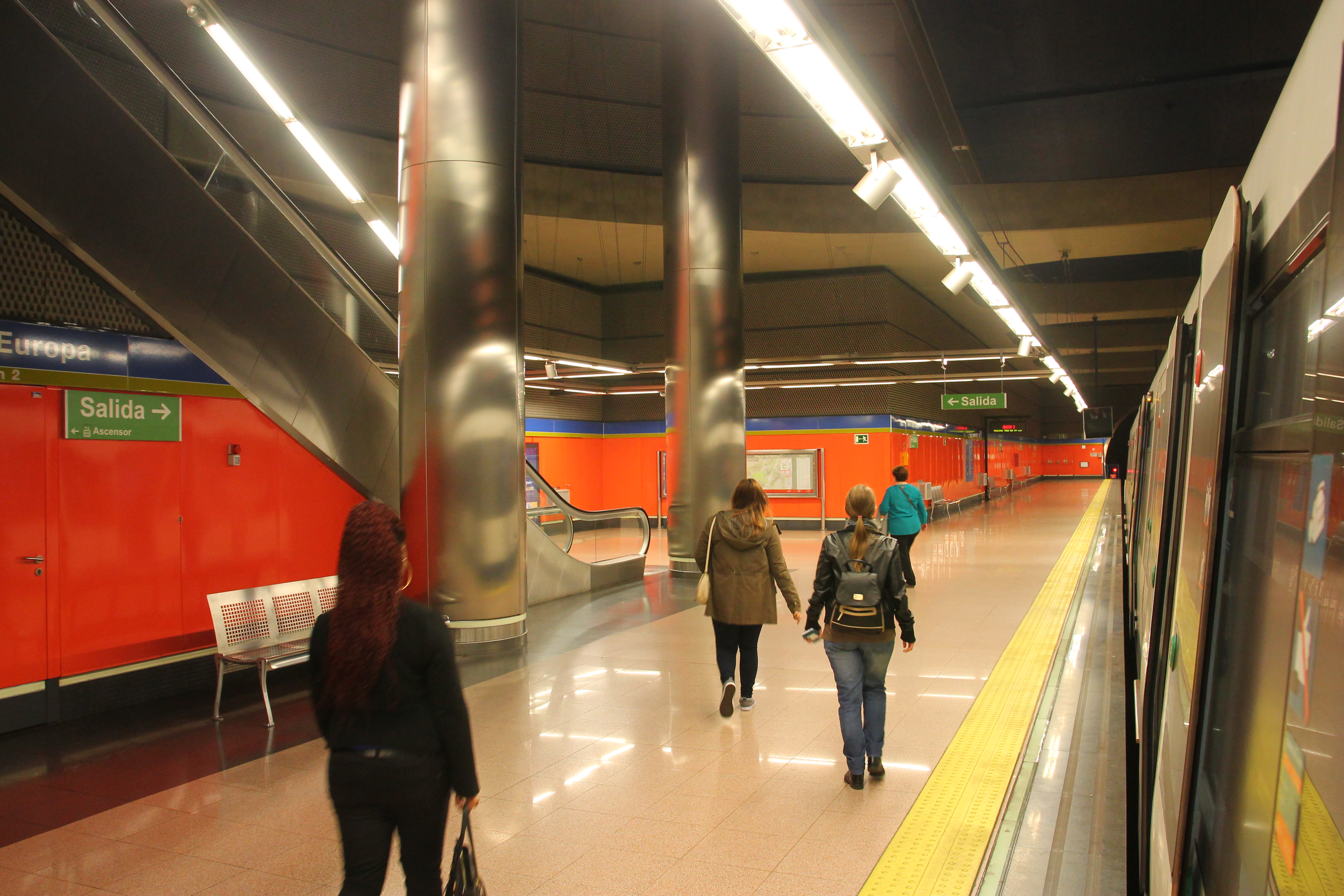
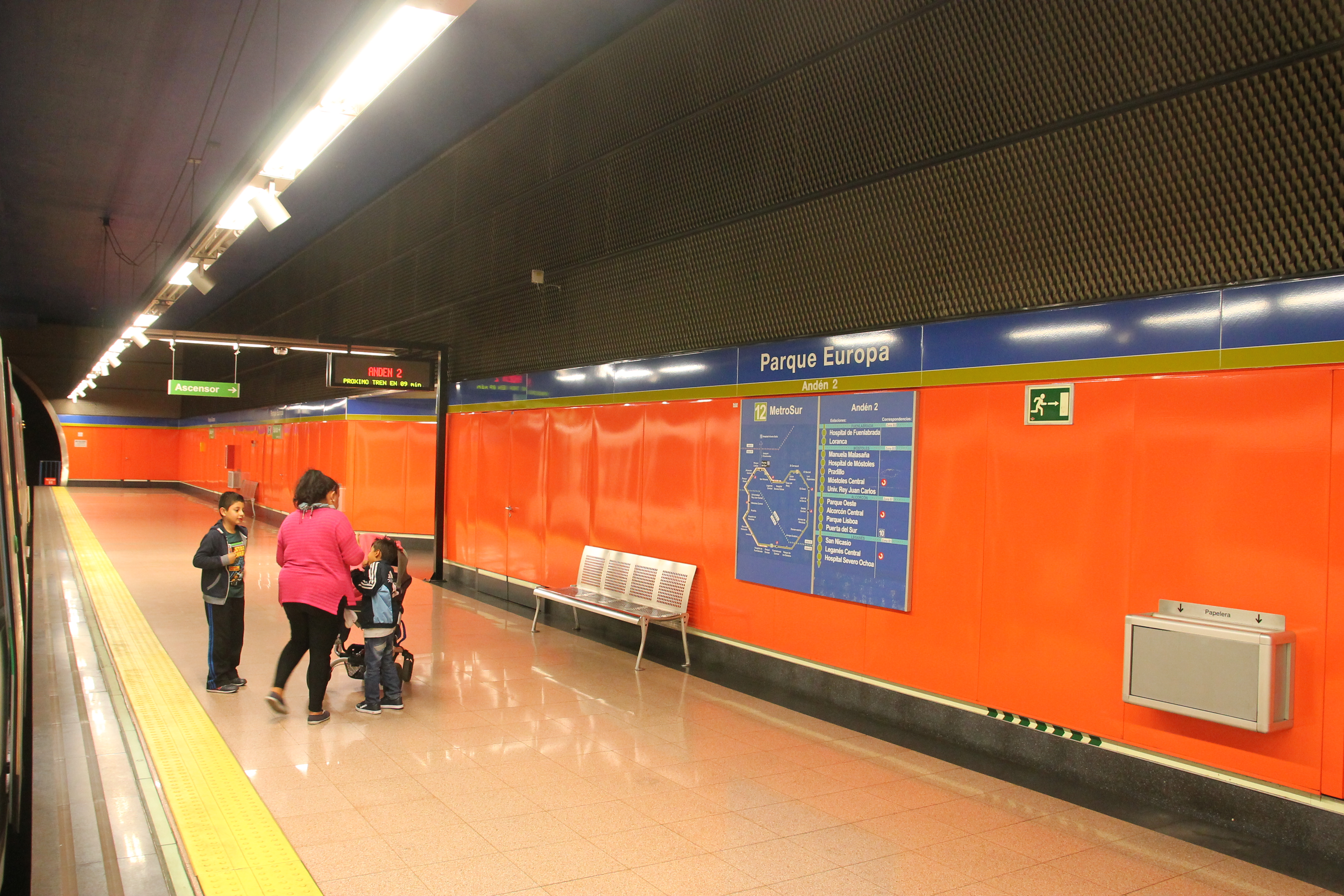

## À proximité
Parque Europa permet d'accéder au parc de l'Europe, au centre de santé « Francia », au complexe sportif du parc de Grenade et à la bibliothèque municipale Fernando-de-los-Ríos.